# Meglena Kuneva

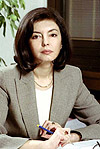
Meglena Kuneva.

Meglena Shtilianova Kuneva (en búlgaro: Меглена Щилянова Кунева) (Sofía, 22 de junio de 1957) es una política búlgara.
Licenciada en derecho por la Universidad de Sofía en 1981, se doctora tres años después, pasando a ser profesora asistente en dicha universidad.
En junio de 2001 fue elegida diputada como miembro del liberal Movimiento Nacional Simeón II. En agosto de ese año abandonó el Parlamento al ser nombrada Ministra de Asuntos Exteriores y Jefa Negociadora de la República de Bulgaria con la Unión Europea. En 2002, fue nombrada ministra de Asuntos Europeos, la primera persona en ocupar ese cargo, en el gobierno de Simeon Sakskoburggotski. Se mantuvo en el puesto hasta las elecciones legislativas de 2005, que ganaron los socialistas búlgaros.
El 26 de octubre de 2006 fue nombrado Comisaria Europea de Protección de los consumidores en la Comisión Barroso, siendo la primera persona de nacionalidad búlgara en pertenecer a la Comisión Europea, brazo ejecutivo de la Unión Europea. Kuneva fue aceptada por el Parlamento Europeo con 583 votos a favor, 21 en contra y 28 abstenciones. Comenzó su mandato oficial el 1 de enero de 2007 cuando su país entró en la UE y lo abandonó en 2009 con la segunda Comisión Barroso.